# Zalabér-Batyk–Zalaszentgrót-vasútvonal
A Nyugat-Dunántúlon fekvő Zalabér–Batyk–Zalaszentgrót-vasútvonal a GYSEV 24-es számú, egyvágányú, nem villamosított mellékvonala.

## Története
A térségben az első vasútvonal tervét Lewicki Antal mérnök készítette 1847-ben. Eszerint a Sopront Nagykanizsával összekötő vasútvonal Sopron–Kőszeg–Szombathely–Rum–Zalabér–Zalaszentgrót–Zalavár–Nagykanizsa útvonalon épült volna ki, és Komárvárosban (ma Zalakomár része) csatlakozott volna az egyidejűleg kiépítendő Buda–Zágráb–Fiume vasútvonalhoz, mellyel Nagykanizsáig közösen haladt volna. A tervet annak idején elfogadták, mégsem valósult meg.
A vicinális vasútvonal elődjét a Dunántúli HÉV társaság építette, az eredetileg Türje állomáshoz csatlakozó 4,7 km hosszú helyiérdekű vasútvonalat 1892. január 28-án nyitották meg. A felépítmény 23,6 kg/fm tömegű, „i” jelű sínekből építették.
A vonalat később a Zalavölgyi HÉV társaság építette tovább. A 42,5 km hosszú vasútvonal Sármelléken át Balatonszentgyörgyig tartott, ahol a Budapest–Murakeresztúr-vasútvonalhoz csatlakozott. A Zalaszentgrót–Balatonszentgyörgy-vasútvonalat 1895. december 15-én nyitották meg a forgalom számára. (Érdekesség, hogy 1909-ben tervezték a vasutat Bérbaltavár, Rum irányába Szombathelyig meghosszabbítani.)
A vonal északi végét érintette a csatlakozó Ukk–Zalaegerszeg vonal 1968-1969 között végzett átépítése. Ennek során Türje és Zalabér állomások között a pályát új, rövidebb nyomvonalra terelték. A két állomás megszűnt, helyettük Zalabér–Batyk néven új állomás nyílt az egykori állomásközben. Az eredetileg Türjére csatlakozó zalaszentgrót–sármelléki és a Zalabérre csatlakozó sárvári vonalakat is ide kötötték be.

## Közelmúlt
A Zalaszentgrót és Sármellék közötti szakaszt 1974-ben zárták be, később a síneket felszedték. A Sármellék–Balatonszentgyörgy vonalszakaszt iparvágányként használták. A Zalabér–Batyk–Zalaszentgrót között megmaradt hat kilométeren 2007. március 3-áig volt személyforgalom, amikor is a kormány megszorító intézkedései miatt leállították azt további 13 vonallal együtt.
A szakaszon 2015. december 15-én újra járt személyszállító vonat, a Zalaszentgrót–Balatonszentgyörgy vonalszakasz 120 éves megnyitásának évfordulóján.
A 2019/2020-as menetrendváltással a vonal újranyitását tervezték. Bár több menetrendtervezet is készült a vonalra 2019 során, és novemberben próbamenet is bejárta azt, az újranyitást meghiúsította a MÁV pályafenntartás ellenállása, akik a vasútvonal sebességét 60-ról 20 km/h-ra csökkentették le, így a menetrend tarthatatlanná vált volna.[forrás?]

## Felépítmény
A vasútvonal felépítménye napjainkban 48,5 kg/fm sínrendszerű, hevederes illesztéssel. Az alátámasztás vegyesen talpfás és vasbetonaljas, szintén vegyes a sínleerősítés is, geós, illetve nyíltlemezes. Az ágyazat 40 cm vastag, zúzottkőből készült. Az engedélyezett tengelyterhelés 210 kN.